# 南一誠
南 一誠（みなみ いっせい、1952年10月19日 - ）は、日本の演歌歌手。広島県東広島市安芸津町出身。本名は南義信。広島県を中心に活動している。IMOプロダクション所属。ひろしま文化大使（広島市特任大使）

## 経歴
崇徳高等学校卒業。高校時代は、グリークラブに所属し、全日本合唱コンクールで金賞を受賞。高校卒業後、広島市内の歓楽街などで勤務。薬研堀の有名店・クラブ「ポエム」向かいの料飲ビル"船屋ビル"に有った「マイウェイ」というスナックで代理マスターをしていた頃の常連客に、地元広島RCC中国放送ディレクターの水野喬がおり、1980年前半にRCCラジオで水野喬が手掛けた番組の"どっこい演歌だ～"からの第一弾として、当初は地域盤で1980年に「広島天国」「雨の港から」で歌手デビューする。その後、「慕情の街」、「ひろしまかくれんぼ」、広島東洋カープ球団歌「それ行けカープ」を唄う。2010年には平成22年度広島市民賞を広島・前田健太と共に受賞。広島特任大使にも任命されている。2019年2月11日、安芸津復興コンサート「南一誠 オンステージ」（会場：安芸津生涯学習センターホール、司会：RCC田口麻衣アナウンサー）を開催した。
当初は芸名を「南一星」にしようとしていたが、広島に古くからあった洋食店「南星」と被らないように、「誠」にしたとも語っている

## 人物
- 趣味はスポーツ（なんでも好きと）、書道、陶芸、料理。
- 誰しも認める酒豪。
- 崇徳高校グリークラブの創設時の部員である。
- 信条は「五力（魅力、実力、迫力、気力、体力）」である。

## ディスコグラフィー

### シングル
- 雨の港から/広島天国（1980年4月1日）
- 笑顔がいいね/雨の宿（1981年11月1日）
- 俺とお前/もう泣くなよ（1983年2月25日）
- 冬木立/恋こごろ（1984年11月25日）
- 恋の虫/好きだから（1987年1月25日）
- 夢宿/広島天国（1989年4月10日）
- 瓢湖〜ひょうこ〜/冬木立（1990年12月5日）[3]
- 熱き願い/かきぶね夢情（1993年6月21日）[4]
- 雨情け/哀待人〜あいまちびと〜（1994年10月21日）
- 慕情の街/ひろしまかくれんぼ（1996年8月21日）[5]
- 追憶の日々/リメンバー マイ ラブ（1998年4月21日）
- ふりむけばいい女/浪漫世代（1999年8月21日）[6]
- 命こがれて/笑顔がいいね（2001年10月20日）
- 愛を眠らせて…/冬木立（2004年4月21日）
- 俺たちの時代/瓢湖（2006年9月20日）
- 広島天国/雨の港から/それ行けカープ（2008年4月23日）
- 歌手生活30周年記念　青春のポケット/慕情の街（2009年4月22日）
- 泣いてもいいよ/哀愁のトレモロ（2011年10月19日）
- 三景の女(ひと)/ 広島恋の街/愛の終章(エピローグ)（2014年10月22日）
- 男の栄光（あかり）/郷愁の太田川/それゆけカープ（ボーナストラック）(2017年4月19日)
- 西国浪漫/わが郷・・・三次（2019年5月29日）
- 霧雨/青いスカーフ/中新地ブルース（2023年12月20日）

### アルバム
- オリジナルベスト　慕情の街（1997年3月20日）
- 愛を眠らせて…　歌手生活25周年記念ベストアルバム（2004年6月30日）
- 南一誠 オリジナル・ベスト～時代（とき）を超えて～（2013年8月21日）
- 南一誠全曲集 三景の女（2014年10月22日）
- 南一誠全曲集 男の栄光(あかり)(2017年10月18日)
- デビュー40周年記念 オリジナル・ベスト南一誠～40年の時を重ねて～(2019年01月23日)
- デビュー45周年記念 オリジナル・ベスト南一誠～出会い・触れ合い・紡ぎ愛～ (2024年11月27日)

### その他
- ‘99広島カープ選手別応援歌（1999年6月19日）
- 広島東洋カープ 選手別応援歌2000（2000年3月31日）
- 広島東洋カープ 選手別応援歌2002（2002年1月30日）
- 広島東洋カープ 選手別応援歌2003（2003年1月1日）
- 広島東洋カープ 選手別応援歌2004（2004年4月17日）

## 出演

### ラジオ

#### レギュラー
- 南一誠のゆめ語り一誠一座（RCCラジオ）毎週月曜20:00 - 20:30

#### ゲスト出演
- 日々感謝。ヒビカン（RCCラジオ、2012年10月11日ようこそヒビカン!ゲスト出演）

### テレビ
- 爆笑!!ドットスタジオ (1983年5月23日、テレビ朝日） - さかさベストテン
- 奥さん!12時ですよ!! (テレビ新広島)
- '93新春スペシャル お正月です!奥さん歌っていいとも!!（1993年1月5日、テレビ新広島）
- 浮気なストリッパー（2014年1月11日、RCCテレビ） - 刑事 役
- 元就。（2019年5月12日、RCCテレビ）- ゲスト
- 令和歌謡塾 (2020年1月15日、BS日テレ）
- 川島宏治のTHEひろしま・プラス1（2025年3月8日初回放送、ちゅピCOM）- ゲスト

### CM
- TSS社外モニター募集（1994年）

### リサイタル
- 歌手生活40周年リサイタル(2019年5月30日アステールプラザ大ホール)